# Etapa de Nova Santa Rita da Fórmula Truck
A Etapa de Nova Santa Rita da Fórmula Truck é um dos circuitos da Fórmula Truck, realizada no Velopark, em Nova Santa Rita, no Rio Grande do Sul.
A Truck realiza provas no Velopark, a última vitória foi de Paulo Salustiano em 2015. 

## Campeões
- 2015 - Paulo Salustiano